# Joe Kučera
Joe Kučera, rodným jménem Josef Kučera (* 8. července 1943, Praha, Protektorát Čechy a Morava), je český jazzový saxofonista a flétnista. V roce 1997 založil jazzový festival Jazzmeeting Berlin a do roku 2007 byl jeho uměleckým ředitelem. Nyní je organizátorem a uměleckým ředitelem festivalu Europe Blues Train, který založil v roce 2009. Sestrou Josefa Kučery je grafička Alena Kučerová.
Joe Kučera začal hrát na klarinet v 17 letech, ale brzy ho vystřídal za sopránsaxofon. V šedesátých letech se výrazně účastnil dění na pražské jazzové scéně. V roce 1967 ho angažoval Michal Prokop do dechové sekce skupiny Framus Five na barytonsaxofon. V letech 1968/69 Joe hrál na barytonsaxofon v doprovodné kapele zpěváka Karla Černocha. Většina zvukových záznamů z té doby se pravděpodobně nezachovala.
V září 1969 Joe Kučera emigroval za dramatických okolností přes Jugoslávii do Vídně, kde hrál se Sammy Vomáčkou.
Zpočátku se usídlil v Německu. V roce 1970 dostal angažmá v muzikálu Hair, nejdříve ve Frankfurtu a později v Západním Berlíně. V Berlíně pobýval do roku 1972. Poté odjel na čtyři roky do Anglie. Zde začal účinkovat v duu se svým pozdějším dlouhodobým spoluhráčem, americkým folk-bluesovým zpěvákem a kytaristou Jesse Ballardem. S Jackie Levenem nahrál (Jackie tenkrat pod pseudonymem John St. Field) album Control. V té době také navázal hudební kontakty s Alexisem Kornerem, který se často připojoval k pravidelným vystoupením dua Jesse Ballard & Joe Kučera ve věhlasném londýnském klubu Troubadour.
V roce 1976 se Joe Kučera vrátil s Jesse Ballardem do Západního Berlína, kde se jako kapela Paradise Island Band brzy zapojili do tehdejší prosperující jazzové, bluesové a folkové scény. Zde si Josef časem vysloužil legendární přezdívku The Sensational Saxophone Joe.
Následovala hudební spolupráce s Pete Wyoming Benderem, mnohá turné po Německu a Rakousku, studiová práce i četná vystoupení v německé televizi. V této souvislosti došlo také ke spolupráci s Dick Heckstall-Smithem, a Tony Sheridanem. Koncem osmdesátých let Joe Kučera založil spolu s dalšími dlouhodobými kolegy několik hudebních projektů: Skupinu Triangel (s Ronem Randolfem a kontrabasistou Hansem Hartmannem) a skupinu Balance (s pianistou Ralphem Billmannem). V roce 1986 Joe koncertoval ve vyhlášeném Berlínském jazzclubu Quasimodo s proslulým polským zpěvákem Czesławem Niemenem.
Po Sametové revoluci 1989 se Joe začal pravidelně vracet do Prahy. V roce 1990 byl přizván kytaristou Lubošem Andrštem, aby s orchestrem doprovázel Martu Kubišovou na koncertních turné nejen po tehdejším Československu, ale i v Japonsku, Paříži a Berlíně a na LP Někdy si zpívám.
Martin Kratochvíl přizval Joe Kučeru k nahrávání soundtracku pro film Tankový prapor, kde si Joe zahrál blues s Petrem Kalandrou.
Joe Kučera nadále dělí svůj čas mezi Berlín a Prahu. Následuje hudební spolupráce s kapelou Oswald Schneider, studiové nahrávky, ale i zájezdy po Čechách, Moravě a koncerty v západní Evropě. S Paradise Island Bandem přicházejí v roce 1999 a 2000 koncerty po západním pobřeží USA. V roce 2001 byl angažován firmou Pen Colors k hudební akci s americkými kolegy v Pensylvánii.
2008 spolupracoval na dokumentu režiséra Malte Ludina Als die Panzer kamen, nejen jako jeden z pamětníků, ale i hudebně – nahrál pro film saxofonová sóla. Česká televize odvysílala film pod názvem: Sedět na dvou židlích. V tom samém roce představila berlínská televize Kučeru v krátkém medailonu v rámci pořadu Kowalski trift Schmidt.
V roce 2010 vyšla v němčině stostránková biografie Ulf G. Stubergera Joe Kučera: Leben in Balance.
Joe Kučera se pravidelně zúčastňuje nahrávání hudby k filmům Martina Kratochvíla. V roce 2011 to byl soundtrack k seriálu Země kadidlové stezky a v roce 2015 České himálajské dobrodružství II. V této souvislosti vyšlo také CD Himalayan Echoes II.. Speciálním hostem této produkce je kontrabasista Miroslav Vitouš.